# Aneta Holasová
Aneta Holasová (Praga, 22 de febrero de 2001) es una deportista checa que compite en gimnasia artística. En los Juegos Europeos de Minsk 2019 obtuvo una medalla de plata en la prueba de suelo.

## Palmarés internacional
| Juegos Europeos | Juegos Europeos     | Juegos Europeos  | Juegos Europeos |
| Año             | Lugar               | Medalla          | Categoría       |
| --------------- | ------------------- | ---------------- | --------------- |
| 2019            | Minsk (Bielorrusia) | Medalla de plata | Suelo           |